# 糕糕在尚
糕糕在尚韓式料理專賣店（Wowprime，簡稱糕糕在尚）是臺灣韓式料理烤肉餐廳。

## 歷史
- 2014年，在臺北市公館成立第一家「糕糕在尚」。（已歇業）
- 2015年，在臺北市大安區成立第二家「糕糕在尚」。（已歇業）
- 2015年，在臺北市內湖區成立分店「糕糕在尚」。（已歇業）
- 2016年，在台中市豐原區成立第三家「糕糕在尚」。